# 永寧福德宮、萬善堂
4°57′48″N 121°25′39″E / 4.963435°N 121.427389°E
永寧福德宮、萬善堂，是位於臺灣新北市土城區永寧里、大安圳旁的土地祠兼陰廟，其中陰廟主祀一位被尊稱為「楊大人」的人士。

## 歷史沿革

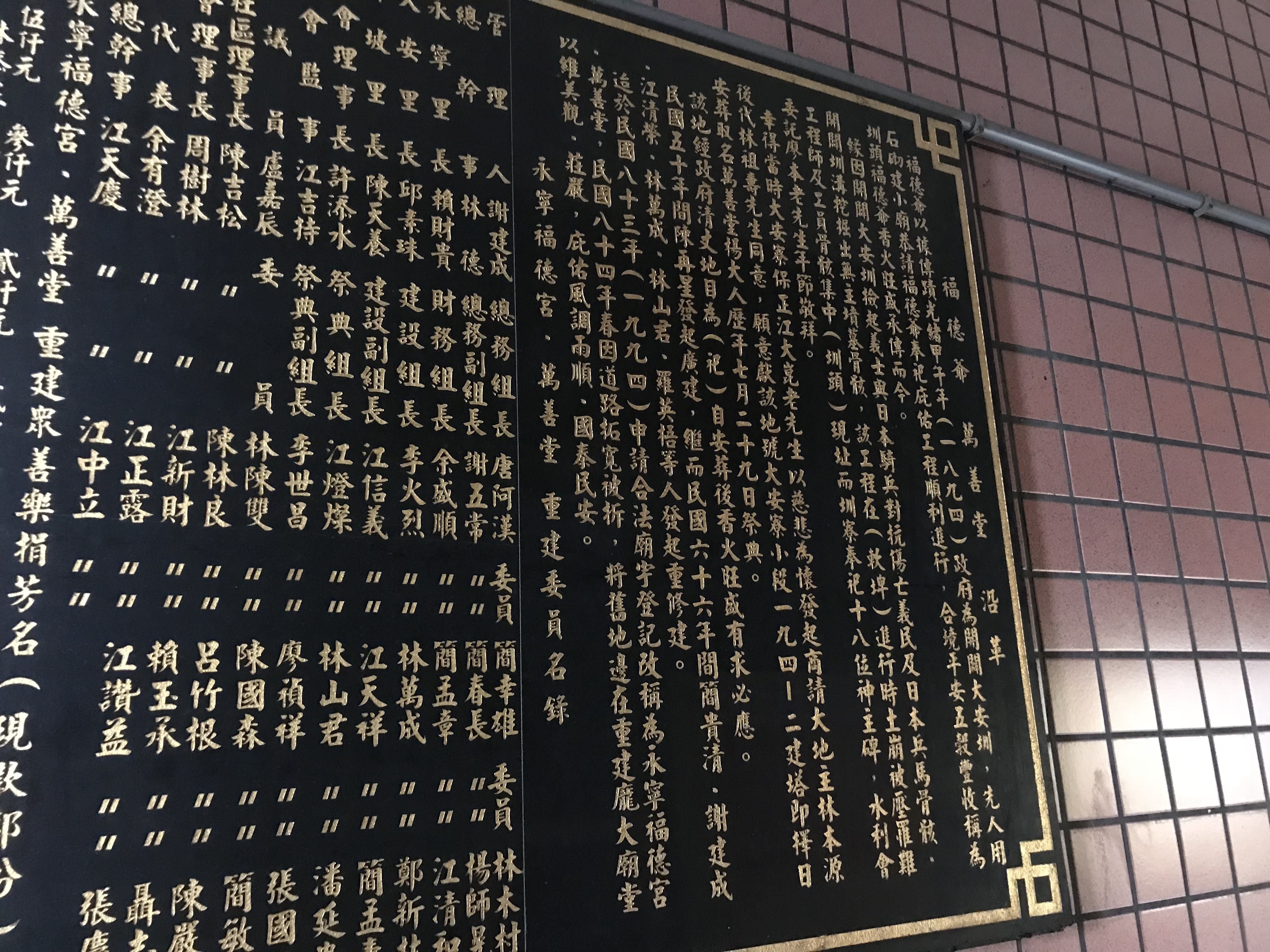
沿革

### 福德爺廟
此土地祠一說原位在土城虎子山，後來搬到平地現址。另一說是原先開鑿大安圳時就已在工地奉祀。大安圳為康熙年間來到擺接社的林本源家族林成祖所建。雍正四年（1726年），墾號「林成祖」的開墾集團於板橋到土城大安寮之間鑿水圳後，板橋逐漸繁華，形成板橋十三莊。後來嘉慶年間不斷崩潰，復修維護的費用極大。

### 楊大人廟
日治時期，大安寮保正江大崑商請林本源家族的林祖壽同意獻地，在大安寮小段一九四之二地號、福德爺廟旁建立楊大人廟。關於建廟由來，有數種神秘的不同傳言。永寧福德宮江金崙主委說，此廟祭祀開圳工人、與抗日人物。
文史工作者韓瑞宇表示，廟名是紀念當時開圳的楊姓大人。依江金崙之言，傳說開圳時在今永平路與海山煤礦間名為「苦埤頭」之處，有十八名工匠工作時因土質鬆軟遭活埋在地下，地上只剩下他們的斗笠，後集中奉祀。地方耆宿李火烈認為，楊大人在光緒年間一起與開闢大安圳的工人喪生了。草屯南岸七將軍廟則也傳說是開圳的工匠被活埋而建。
除說是收容大安圳的無主遺骸外，一說該廟地是抗日遺址，一名姓山本的軍官就死在該處。日本政府在此廟旁立了大安寮忠魂碑，紀念1895年在此戰死的日軍。在北埔鄉大湖口曾有同名廟宇，祭祀楊載雲，後合併至北埔慈天宮。後來，大安寮忠魂碑因建設大樓，已被毀。

### 兩廟合併

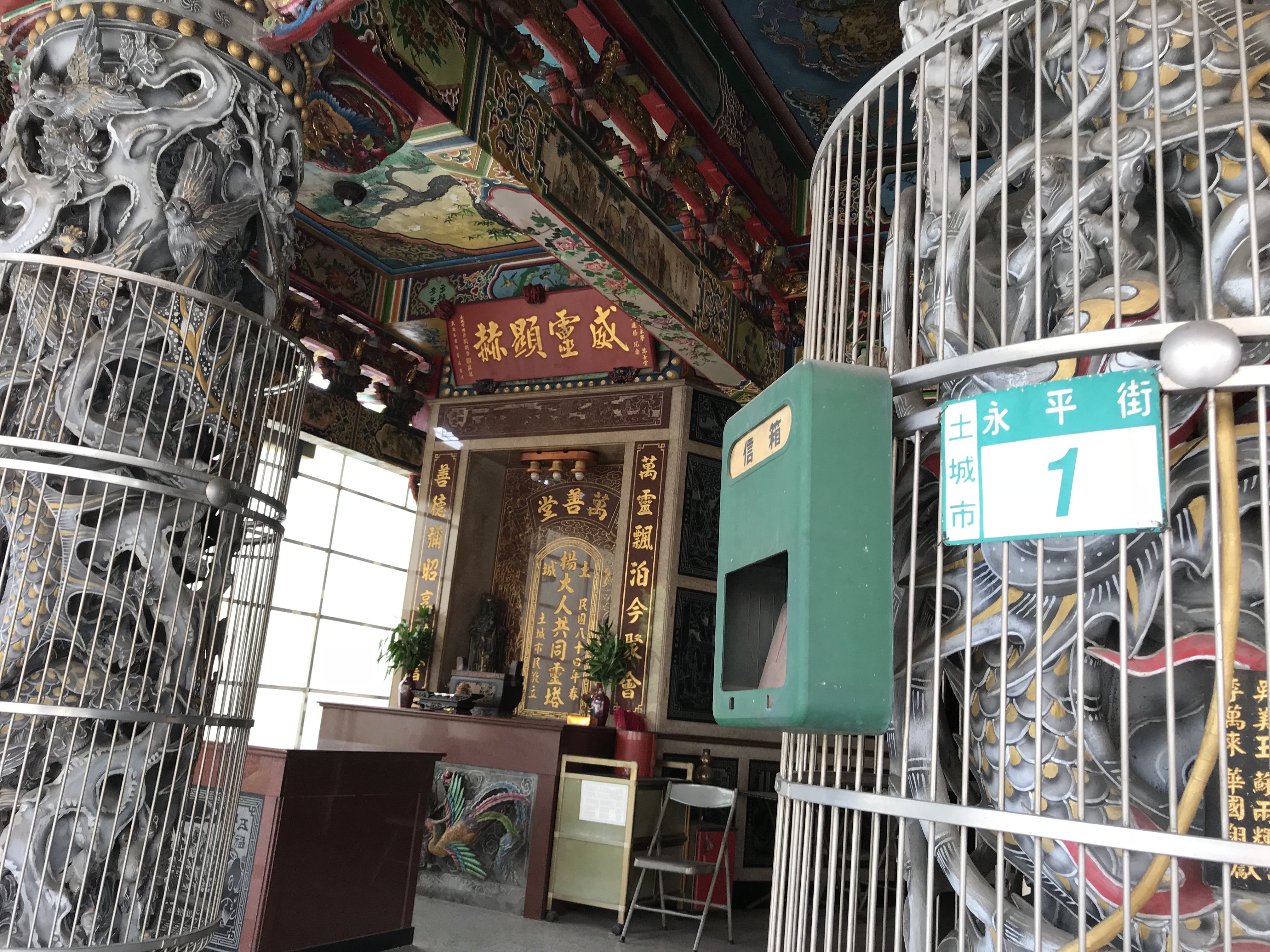
門牌為永平街1號。

兩廟神祇是附近永寧、大安、沛陂等里民所信仰，每年農曆七月廿九普渡祭拜。
1995年2月15日下午，土城市公所為拓寬中央路，拆除這兩廟。因楊大人廟組織章程錯誤，原管理人登記為已故的林祖壽，所以無法辦理土地徵收補償費及其他補償費事宜，後經地方士紳謝建成、林德、市代表余有澄、及市長劉朝金協調，信徒始同意先拆遷配合中央路三段道路拓寬，再領取補償費。兩座廟因道路拓寬往右遷移。
次年8月23日，由謝建成會同信徒至法院提領所百餘萬元土地補償費。合併的兩廟共用屋頂，但以兩色區分彼此，金黃色是土地祠、藍色是楊大人廟。廟方設一座簡易汲水裝置，引大安圳水來供廟及週邊社區綠美化澆水之用。曾經營自助餐店、擔任主廚的江金崙在此廟設立銀髮俱樂部，提供當地永寧里老人共餐、活動。